# Limburgsche Federatie
De Limburgsche Federatie (LF) was een politieke partij actief in de provincie Limburg. De partij deed in 1933 zonder succes mee aan de Tweede Kamerverkiezingen.

## Geschiedenis
De LF is ontstaan uit het groeiende onvrede onder Limburgse boeren eind jaren dertig. De oprichter van de LF, Driek Meertens, was Provinciale Statenlid namens de Rooms-Katholieke Staatspartij (RKSP), maar verliet die partij in 1930 en richtte de Rooms-Katholieke Federatie van Land- en Tuinbouwers, Middenstanders en Landarbeiders op. In 1931 won deze federatie bij de Provinciale Statenverkiezingen twee zetels. In de Staten kwam hij op voor de belangen van boeren en pleitte hij voor zware bezuinigingen op ambtenarensalarissen om de landbouw te redden.
In 1932 richtte Meertens een landelijke partij op met dezelfde naam (doorgaans RK Boerenpartij genoemd), maar tot een doorbraak kwam het niet. Daarnaast keerde de nummer twee van de partij, J.F.H. Obers, weer terug naar de RKSP. Meertens trachtte een verbond te vormen met andere dissidente Katholieke lijsten voor de Tweede Kamerverkiezingen, zoals met de Roomsch-Katholieke Volkspartij (RKVP) en de Katholiek Democratische Bond (KDB), maar dit mislukte.
Daarom deed Meertens zelfstandig mee aan de verkiezingen in 1933 onder de naam Limburgsche Federatie. De partij deed alleen mee in Limburg en haalde 6.358 stemmen (0,2% landelijk en 3% in Limburg). De partij werd wel de grootste in twee kleine Zuid-Limburgse gemeenten, namelijk in Mesch (51,3%) en Mheer (50,7%). Het verkiezingsprogramma van de LF is niet bewaard gebleven, tevens is er niets bekend van mogelijke campagneactiviteiten. Na 1933 deed de LF niet meer mee aan verkiezingen.  Meertens bleef tot 1935 Statenlid voor de Rooms-Katholieke Federatie van Land- en Tuinbouwers, Middenstanders en Landarbeiders en keerde daarna terug bij de RKSP.